# Janusz Kalinowski
Janusz Kalinowski (ur. 31 sierpnia 1934 w Wełnowcu (obecnie dzielnica Katowic), zm. 25 listopada 2007 w Katowicach) – działacz i animator turystyczny, związany ze środowiskiem studenckim, działacz regionalny, z wykształcenia ekonomista.

## Życiorys
Był absolwentem IV Liceum Ogólnokształcącego im. Jana Smolenia w Katowicach oraz Wyższej Szkoły Ekonomicznej w Katowicach, którą to uczelnię ukończył w 1961 roku. Podczas studiów zaangażował się w działalność studenckich organizacji turystycznych m.in. Agencji Śląskiej Biura Wczasów, Podróży i Turystyki Zrzeszenia Studentów Polskich (przekształconego w 1966 roku w Biuro Podróży i Turystyki ZSP „Almatur”). W 1957 roku był jednym z pomysłodawców i współorganizatorów I Ogólnopolskiego Rajdu Studenckiego w Beskidach z metą w Wiśle. W 1961 roku był jednym z założycieli katowickiego Akademickiego Klubu Turystycznego „Gronie”, któremu następnie prezesował przez 25 lat. Natomiast w latach 1961-1963 walnie przyczynił się do powstania Studenckiego Koła Przewodników Beskidzkich w Katowicach.
Od 1952 roku Janusz Kalinowski był członkiem PTTK. W latach 1959–1973 kierował najpierw katowickim Kołem Międzyuczelnianym PTTK (do 1963 roku), a następnie Oddziałem Międzyuczelnianym PTTK. Pełnił również liczne funkcje w regionalnych i ogólnopolskich strukturach Towarzystwa, będąc m.in. członkiem władz Zarządu Okręgu PTTK oraz Zarządu Wojewódzkiego PTTK w Katowicach (1975-1991), członkiem Komisji Przewodnickiej Zarządu Głównego PTTK (lata 1973-1981 i 1997-2005), członkiem, a następnie przewodniczącym Regionalnej Komisji Egzaminacyjnej PTTK ds. Przewodników Turystycznych (1963-1998) oraz przewodniczącym Komisji Egzaminacyjnej dla Przewodników Górskich przy Wojewodzie Śląskim (1999-2005). Był również współzałożycielem i pierwszym przewodniczącym Rady Federacji Kół Przewodnickich PTTK Województwa Śląskiego, działającej od końca lat 80. XX wieku. Natomiast w 1991 roku doprowadził do powstania wełnowieckiego Koła Związku Górnośląskiego. Jako działacz Związku zorganizował szesnaście edycji Biesiad Krajoznawczych.
Jego praca zawodowa była również związana z turystyką. Pracował najpierw w Radzie Okręgowej Zrzeszenia Studentów Polskich w Katowicach (1961-1967), a następnie (do 1980 roku) w katowickim Urzędzie Wojewódzkim w Wydziale Kultury Fizycznej i Turystyki. Następnie był dyrektorem biura turystycznego OST Gromada (1980-1986) i biura podróży Związku Nauczycielstwa Polskiego „Logostour” (do 1988 roku). Od 1988 roku do przejścia na emeryturę w 1995 roku kierował katowicką placówką Centralnego Ośrodka Informacji Turystycznej, przekształconego następnie w Oddział Regionalny Polskiej Agencji Promocji Turystyki.
Był autorem przewodników turystycznych: Katowice i okolice (KAW, dwa wydania), Katowice i okolice. Przewodnik (Sport i Turystyka, 1981) oraz Oberschlesisches Industriegebiet und Umgebung (Laumann-Verlag Dülmen, 1997). Pasjonował się również fotografią.

## Odznaczenia
Za swą działalność był wielokrotnie odznaczany. m.in.:
- Złotym Krzyżem Zasługi,
- Odznaką honorową „Za Zasługi dla Turystyki”,
- Medalem 50-lecia PTTK,
- Odznaką 1000-lecia Państwa Polskiego,
- Złotą Odznaką „Zasłużony Działacz Turystyki”,
- Odznaką „Zasłużony Działacz Kultury”,
- Złotą Odznaką Honorową PTTK,
- Złotą Odznaką Zrzeszenia Studentów Polskich,
- Srebrną Odznaką „Zasłużony w Rozwoju Województwa Katowickiego”,
- Odznaką „Zasłużony dla Związku Górnośląskiego”,
- nagrodą indywidualną III stopnia Przewodniczącego Głównego Komitetu Turystyki.

W dniu 14 września 2001 roku otrzymał godność Członka Honorowego PTTK. Od 2010 roku jego imię nosi Akademicki Klub Turystyczny „Gronie”.
Od 2015 patron skweru w Katowicach.